# 게속살이
게속살이(Octolasmis neptuni)는 만각류의 일종으로, 주로 꽃게 등의 아가미나 구기부에 부착하여 살아가는 여과 섭식자이다. 1869년에 해군 군의관 존 데니스 맥도날드(John Denis Macdonald)가 오스트레일리아 퀸즐랜드주의 모턴만(Moreton Bay)에서 처음으로 발견하였으며, 현재 밝혀진 바로는 인도와 한국, 일본, 오스트레일리아 등 서태평양 지역에 폭넓게 분포한다. 전체적으로 보통 흰색이나 옅은 베이지색을 띠는데, 환경에 따라 붉은색을 보이기도 한다. 동일한 속(屬)에 속하는 큰게속살이(Octolasmis angulata)와 함께 한 마리의 숙주에서 발견되기도 하나, 두 종은 두상부, 각판 등에서 뚜렷하게 형태적으로 차이를 보인다.

## 구조
두상부(capitulum)는 대개 윗부분이 볼록하게 튀어나온 모양을 하고 있는데, 구기부나 아가미방 입구에 붙은 개체는 두상부 전체가 사각형 모양을 하는 경우도 있다. 5개의 각판(capitular plates)이 있는데, 두 개의 순판(scuta), 두 개의 배판(terga), 한 개의 봉판(carina)으로 이루어진다. 각판의 길이는 1.43±0.25 mm 정도에 달한다. 각판의 끝부분은 다양하게 석회질화되어 있는데, 각판 중 순판의 경우 키틴질의 흔적만 남아 있는 경우도 있다. 일본의 동물학자 후지오 우티노미(Huzio Utinomi)는 석회질화가 다양한 정도로 이루어진 것에 대하여, 게속살이가 기생하는 숙주가 서식하는 곳의 바닷물의 염도가 영향을 끼친 것이라고 추론하였으나, 실험을 통하여 검증되지는 않았다. 병부(peduncle)는 대체로 두상부보다 긴 편인데, 몇 배 이상이나 길어진 경우도 존재한다. 숙주의 구기부에 붙어 사는 개체가 아가미에 사는 개체보다 병부의 길이가 짧은 편이다. 윗입술(labrum)에는 여러 개의 이가 있고, 큰턱(mandible)에는 네 개의 큰 이가 있다.

## 평가
국립수산과학원 서해수산연구소 서형철 연구원은 게속살이는 신선한 물이 항상 드나드는 꽃게의 아가미 주변에 있으면서 꽃게의 호흡에만 영향을 끼칠 뿐, 아무런 독성이 없다고 말하였다. 목포대학교 해양수산자원학과 임현식 교수는 인간은 게속살이가 식용인 꽃게에 이물질처럼 붙어 있기에 거부감을 갖는 것이라고 설명하였다. 부경대학교 수산생명의학과 허민도 교수는 해양생물에서 기생하는 생물이 발견되는 것은 자연의 이치라며, 게속살이가 붙은 게를 요리할 때에는 그냥 떼어내고 조리하면 상관없다고 의견을 밝혔다. 또 단국대학교 의과대학 서민 교수는 게속살이를 실제로 기생충은 아니지만, 꽃게에 기생하는 기생충 같은 생물로 규정하면서, 인간에게는 아무런 질병도 감염시키지 않아 무해하며 먹어도 아무런 문제가 없다고 말하였다.

## 참고 문헌
- 김일회 (1998). 《한국동식물도감》 38. 충남: 국정교과서주식회사. 143-145쪽.
- Huzio, Utinomi (1970년 2월 21일). “Studies on the cirripedian faura of Japan. IX. -Distributional survey of thoracic cirripeds in the southeastern part of the Japan sea-” (PDF). 《Publications of the Seto marine biological laboratory》 (일본어) (Kyoto University) 17 (5). 2020년 4월 30일에 확인함.
- Willam B., Jeffries (2005년 5월). “Pedunculate Barnacles of the Symbiotic Genus Octolasmis (Cirripedia: Thoracica: Poecilasmatidae) from the Northern Gulf of Thailand” (PDF). 《The Natural History Journal of Chulalongkorn University》 (영어) (Chulalongkorn University) 5 (1). 2020년 4월 30일에 확인함.[깨진 링크(과거 내용 찾기)]